# À la recherche du bonheur (album)
Albums de Leslie
L'Amour en vol
(2006) Les Enfants de l'orage
(2013)
Singles
1. Tout sur mon père
2. Never never
3. Hier encore

À la recherche du bonheur est le quatrième album de la Leslie sorti le 6 septembre 2010.

## Liste des titres
Toutes les paroles sont écrites par Leslie, toute la musique est composée par Kore et Leslie.
| No  | Titre                                          | Auteur                                     | Producteur(s)          | Durée |
| --- | ---------------------------------------------- | ------------------------------------------ | ---------------------- | ----- |
| 1.  | À la recherche du bonheur                      | L. Bourgouin                               | Kore, Bellek, A. Mazin | 1:49  |
| 2.  | Tout sur mon père                              | L. Bourgouin                               | Kore, Bellek, A. Mazin | 3:08  |
| 3.  | Never never                                    | L. Bourgouin                               | Kore, Bellek, A. Mazin | 3:27  |
| 4.  | Superwoman                                     | L. Bourgouin, S. Sebaï                     | Kore, Bellek, A. Mazin | 3:24  |
| 5.  | West Side Story                                | Kore, L. Bourgouin                         | Kore, Bellek, A. Mazin | 3:34  |
| 6.  | Au clair de la rue                             | L. Bourgouin                               | Kore, Bellek, A. Mazin | 3:39  |
| 7.  | Hexagone (feat Mac Tyer, Seth Gueko & Kyzkill) | Kyzkill, L. Bourgouin, Seth Gueko, Socrate | Kore, Bellek, A. Mazin | 3:19  |
| 8.  | Elle s'en ira                                  | L. Bourgouin                               | Kore, Bellek, A. Mazin | 3:32  |
| 9.  | Garde un œil ouvert                            | L. Bourgouin                               | L. Bourgouin, S. Sebaï | 3:38  |
| 10. | Dis moi                                        | L. Bourgouin                               | Kore, Bellek, A. Mazin | 3:55  |
| 11. | Authentik                                      | L. Bourgouin                               | Kore, Bellek, A. Mazin | 2:56  |
| 12. | Politicien                                     | L. Bourgouin                               | Kore, Bellek, A. Mazin | 3:16  |
| 13. | Paris je t'aime                                | L. Bourgouin                               | Kore, Bellek, A. Mazin | 3:20  |
| 14. | Hier encore                                    | L. Bourgouin                               | Kore, Bellek, A. Mazin | 3:22  |
| 15. | Je vous ecris                                  | L. Bourgouin                               | Kore, Bellek, A. Mazin | 4:07  |
| 16. | Ever Never (feat Kulture Shok)                 | L. Bourgouin, Natario Johnson              | Kore, Bellek, A. Mazin | 3:31  |

### Crédits
- Artwork, Photography By – Fifou
- Executive-Producer, Coordinator – Sweela
- Management – Kool
- Mastered By – Jean Pierre Chalbos, Mathieu Bameulle
- Producer – Kore
- Recorded By, Mixed By – 20-Cent Audou

## Classement
| Classement (2010) | Meilleure position | Semaines classées |
| ----------------- | ------------------ | ----------------- |
| France            |                    |                   |

### Certification
| Pays          | Date             | Certifications | Ventes |
| ------------- | ---------------- | -------------- | ------ |
| France (SNEP) | 6 septembre 2010 |                |        |